# Jürgen Grabowski
Jürgen Grabowski (Wiesbaden, 7 de julho de 1944 – 10 de março de 2022) foi um futebolista alemão que atuou como atacante. É também um dos sete jogadores a terem conquistado as medalhas de ouro, de prata e de bronze em Copas do Mundo FIFA.

## Carreira
Grabowski jogou pelo Eintracht Frankfurt de 1965 a 1980, com o qual venceu uma Copa da UEFA em 1980 e duas Copas da Alemanha em 1974 e 1975.
Campeão com a Alemanha Ocidental na Copa de 1974, terminou sua carreira em 1980 após uma grave contusão provocada por Lothar Matthäus.

## Morte
Grabowski morreu em 10 de março de 2022, aos 77 anos de idade, em um hospital de Wiesbaden.

## Títulos
- Copa do Mundo de 1966 - 2.º lugar
- Copa do Mundo de 1974 - 1.º lugar
- Eurocopa: 1972